# Huoqiu
Huoqiu (chiń. upr. 霍邱县; chiń. trad. 霍邱縣; pinyin Huòqiū Xiàn) – powiat w północnej części prefektury miejskiej Lu’an w prowincji Anhui w Chińskiej Republice Ludowej. Liczba mieszkańców powiatu, w 2010 roku, wynosiła 1 246 129.